# Zębośluzek krótkokolczasty
Zębośluzek krótkokolczasty (Stypella subgelatinosa (P. Karst.) P. Roberts) – gatunek grzybów z rzędu uszakowców (Auriculariales).

## Systematyka i nazewnictwo
Pozycja w klasyfikacji według Index Fungorum: Incertae sedis, Auriculariales, Incertae sedis, Agaricomycetes, Agaricomycotina, Basidiomycota, Fungi.
Polską nazwę nadał Władysław Wojewoda w 2003 r, wcześniej używał też nazwy pierwoząb krotkokolczasty.

## Występowanie
GBIF podaje wystąpienia na wszystkich kontynentach poza Antarktydą. Władysław Wojewoda podał wystąpienia w Polsce i umieścił gatunek na Czerwonej Liście jako "I – o niekreślonym zagrożeniu". Występuje w lasach liściastych z grabem, na drewnie różnych drzew i krzewów liściastych, np. brzozy.